# Kaštel Vitturi
Kaštel Vitturi či palác Vitturiů apod. je opevněný dům z konce 15. století. Nachází se v obci Kaštel Lukšić v souměstí Kaštela na dalmatském pobřeží Splitsko-dalmatské župy v Chorvatsku.  
Palác je spojen s legendou o nešťastné lásce Dobrily Vitturiové a Miljenka Rušiniće. 

## Dějiny

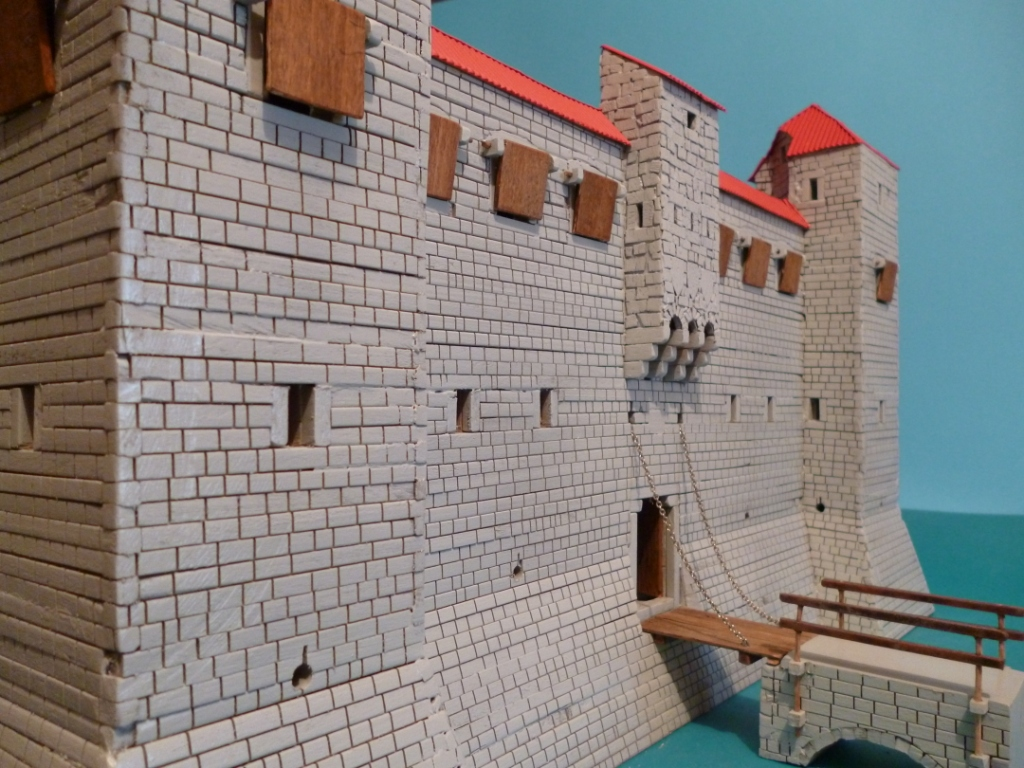
Model kaštela s padacím mostem

Hrad nechali postavit na konci 15. století dva šlechtici z rodu Vitturiů z Trogiru,  Nikola a Jerolim Vitturiovi. Stavba byla dokončena v roce 1564. Pevnost měla zajišťovat ochranu nejen jim, ale také obyvatelům přilehlé vsi Ostrog.
Budova byla postavena ve stylu luxusního renesančního městského paláce. Skládal se z obytné budovy a dvou obranných věží a s pevninou byl spojen padacím mostem. Ten byl 18. století nahrazen mostem kamenným.  
Nedaleko hradu se nachází klasicistní park ze druhé poloviny 18. století, rovněž navržen členy rodu Vitturiů.  
V roce 1968 byl vyhlášen památkou parkové architektury. 
Zrekonstruovaný hrad Vitturi se dnes stal kulturním centrem obce Kaštel Lukšić. Konají se zde výstavy, koncerty a další společenské události a v kdysi obytné části paláce se dnes nachází městské muzeum a další kulturní instituce.    

## Legenda o Miljenkovi a Dobrile
Legenda o Miljenkovi a Dobrile je tragický příběh dvou milenců z Kaštela Lukšiće, označováni jako chorvatští Romeo a Julie. Legenda posloužila jako námět několika románů, oper a her. Příběh se odehrává ve druhé polovině 17. století, kdy v Kaštelu Lukšić žily dvě šlechtické rodiny - Vitturiové s dcerou Dobrilou a Rušinićové se synem Miljenkem. 
Miljenko a Dobrila se do sebe zamilovali, ale kvůli letitému sporu mezi jejich rody museli udržovat svůj vztah v tajnosti. Když se však jejich rodiče o jejich vztahu dozvěděli, rozhodli se je rozdělit: Miljenko byl poslán do Benátek, zatímco otec Dobrily dceři vyjednal sňatek s o mnoho starším šlechticem z Trogiru. Miljenko se však o plánech dozvěděl a vrátil se do vsi a svatbu zastavil. V důsledku toho byl z Kaštela Lukšiće vypovězen a Dobrila byla poslána do kláštera. Podařilo se jí uprchnout s úmyslem sejít se s Miljenkem a tajně se za neho vdát. Když se její otec dověděl, že uprchla z kláštera, chtěl ji za každou cenu přivést domů. Poslal posla, aby oba milence našel a řekl jim, že se mohou beztrestně vrátit domů a zde uzavřít sňatek. Milenci jeho návrh přijali, vrátili se do Kaštela Lukšiće a skutečně se konala svatba. Po svatební oslavě však Dobrilin otec ve vzteku Miljenka zabil. O několik měsíců později Dobrila zemřela žalem. Jejím přáním bylo spočinout vedle svého Miljenka.  
Jejich společný hrob se nachází ve zdejším kostele sv. Jana a je na něm nápis „Odpočívejte v pokoji, milenci“. 